# Обонн, Франсуаза д’
Франсуаза д’Обонн (12 марта 1920 — 3 августа 2005) — французская писательница и феминистка. Её книга «Феминизм или смерть» (фр. Le Féminisme ou la Mort) 1974 года ввела в обиход термин экофеминизм. Она была одним из основателей Фронта революционного действия гомосексуалов (Front homosexuel d’action révolutionnaire) — революционного альянса ЛГБТ-людей в Париже.

## Биография
Франсуаза родилась в 1920 году в Париже, затем семья переехала в Тулузу. Её мать была ребёнком революционера-карлиста. Отец был членом религиозного движения Силлон и сторонником анархизма.
Детство Франсуазы в Тулузе было осложнено проблемами со здоровьем у отца, вызванными воздействием газа, которому он подвергся в окопах во время войны в 1914 году.
Франсуаза рано начала писать. В 13 лет она выиграла литературный конкурс на лучший рассказ, организованный издательством Editions Denoël.
Когда ей было 16 лет, началась Гражданская война в Испании. Три года спустя она стала свидетельницей прихода республиканцев в изгнании.
В возрасте от 20 до 25 лет она пережила все лишения того времени. Во время Второй Мировой войны Франсуаза д’Обонн работала школьной учительницей на юге Франции и оказывала помощь подпольному движению Сопротивления, но не оставляла занятия литературой. В 1942 году она выпустила дебютный сборник стихов под названием Colonnes de l'âme (рус. «Столбцы души»).
Позже она выразит свои чувства в этот период своей жизни многозначительным названием Chienne de Jeunesse (рус. «Молодая стерва»).
Такое детство и взросление, а также высокая эмпатия, оказали значительное влияние на её критическое мировоззрение и сформировали её как воинствующего радикала и феминистку. На Франсуазу большое влияние оказала Симона де Бовуар со своим произведением «Второй пол», которое подверглось критике и спорам.
Именно полемика вокруг книги де Бовуар вдохновила Ф. д’Обонн написать свое первое феминистское эссе — «Комплекс Дианы». В нём Франсуаза д’Обонн попыталась вступить в полемику с критикующими «Второй пол» и предприняла попытку разобраться, почему женщины были исключены из политики и лишены власти.
В 1969 году Франсуаза д’Обонн стала соучредителем Движения за освобождение женщин. Она активно поддерживала других активисток, но считала, что движение за права женщин должно быть единым и цельным.
В качестве бывшего члена французской коммунистической партии, в 1971 году она стала одним из основателей Фронта гомосексуального революционного действия.
В том же году она подписала Манифест трехсот сорока трех, заявив, что сделала аборт.
Франсуаза д’Обонн считается автором и основателем экологического и социального движения экофеминизма. В 1972 году она основала в Париже Центр экологии и феминизма (фр. Ecologie-Feminisme).
В 1974 году Франсуаза д’Обонн опубликовала самое известное свое произведение — Le Féminisme ou la Mort (рус. «Феминизм или смерть»), где впервые использовала термин экофеминизм. В данной книге Франсуаза д’Обонн говорит о существовании особой связи женского пола с природой и призывает женщин к экологическому активизму, так как считает, что токсичная мужественность не только приводит к росту населения, но и загрязняет и оказывает иные разрушительные воздействия на окружающую среду.
Концепция Франсуазы д’Обонн о существовании особой связи женщин с природой нашла своих сторонников. Среди них такие авторы и ученые, как антрополог Шерри Ортнер, теолог Розмари Рэдфорд Рютер, философ Сьюзен Гриффин и историк Кэролин Мерчант.
В своей литературной и активисткой жизни Франсуаза д’Обонн сталкивалась с такими влиятельными людьми XX века, как Колетт, Симона де Бовуар, Жан-Поль Сартр, Жан Кокто и многими другими.
Франсуаза д’Обонн умерла в Париже 3 августа 2005 года и была кремирована на кладбище Пер-Лашез в Париже.
Придерживаясь своего изначального девиза «Ни дня без строчки» Франсуаза д’Обонн написала более 50 произведений, начиная с Colonnes de l'âme (поэзия, 1942) и заканчивая L'Évangile de Véronique (эссе, 2003). Её исторический роман Comme un vol de gerfauts (1947) был переведен на английский язык под названием A Flight of Falcons (рус. «Полет сокола»), а выдержки из её Le Féminisme ou la Mort появились в антологии «Новые французские феминизмы» в 1974 году.
Франсуаза д’Обонн также писала научно-фантастические романы, такие как L'échiquier du temps (рус. «Шахматная доска времени», 1962), Rêve de feu (рус. «Огненный сон», 1964) и Le sous-marin de l’espace (рус. «Космическая субмарина», 1959).